# Дзебисашвили, Валерий
Валерий Дзебисашвили (Джебисашвили) (урожд. Влащенко; род. 1956) — советский футболист, полузащитник.
В 1973 году играл в чемпионате Грузинской ССР за «Картли» Горийский район. В 1974—1975 годах выступал во второй лиге первенства СССР за клуб «Дила» Гори. С 1976 года играл за дубль «Динамо» Тбилиси, единственный матч за главную команду провёл 25 сентября 1976 года — в гостевом матче чемпионата СССР против «Спартака» Москва (0:0) на 67-й минуте заменил Виталия Дараселия. Вторую половину сезона-1978 отыграл в команде первой лиги «Торпедо» Кутаиси. До конца карьеры в 1983 году играл во второй лиге в «Диле».